# Stavreviken
Stavreviken is een plaats in de gemeente Timrå in het landschap Medelpad en de provincie Västernorrlands län in Zweden. De plaats heeft 231 inwoners (2005) en een oppervlakte van 30 hectare. De plaats ligt aan de rivier de Indalsälven, vlak bij de plaats waar de rivier uitmondt in de Botnische Golf.

## Verkeer en vervoer
Bij de plaats loopt de Länsväg 331.